# Alejandro Oliván
Alejandro Oliván y Borruel (Aso de Sobremonte, 28 de febrero de 1796 - Madrid, 14 de octubre de 1878) fue un político y jurista español que ocupó el cargo de ministro de Marina en el gabinete de Carlos Martínez de Irujo y McKean desde el 15 de febrero hasta el 28 de marzo de 1847, durante el reinado de Isabel II, así como subsecretario de la Gobernación.

## Biografía

### Origen
Alejandro Oliván nació en Aso de Sobremonte, pueblo en donde pasó los primeros años de su vida. Su contacto con la naturaleza y con el sobrio carácter aragonés marcaron para siempre las vivencias de su infancia, contribuyendo poderosamente en la formación de su fuerte personalidad. Era hijo del infanzón Francisco Antonio Oliván de Lope (natural de Aso de Sobremonte, Huesca), y de Antonia Borruel y Viú (natural de Fanlo, Huesca), señores de Estarruás, ambos miembros de linajes infanzones con pruebas fehacientes de su nobleza.
El mismo día de su nacimiento fue bautizado en la Iglesia parroquial de San Juan de Aso, en la pila bautismal que aún se conserva. Como se ha dicho, los primeros años de su vida los pasó en el lugar de su nacimiento. Su existencia en esta época no difería demasiado de la de los demás niños del lugar, inmersa en plena naturaleza, sin otro horizonte que el de la agricultura y la ganadería. Tan sólo se diferenciaría en la asimilación de los principios Religión, Patria y Rey, característicos de la ideología de una familia de infanzones.

### Formación
A los 7 años ingresó en los escolapios de Jaca. En 1807, al alcanzar la edad de once años, con una buena base de conocimientos y de formación de su personalidad adquiridas en las Escuelas Pías de Jaca, ingresó en el internado de la pequeña ciudad francesa de Sorèze. Allí sólo curso estudios durante dos años.
En 1810, cuando Oliván había cumplido 15 años de edad, fue admitido pretendiente en el Colegio de Artillería, y en 1811 ingresó en el Colegio General Militar de San Fernando, en la isla de igual nombre.
Posteriormente y hasta 1828, se desarrollará una etapa en la que redactará sus escritos políticos y memorias, los cuales alcanzaron una considerable resonancia, y en los que figuraban firmados con el seudónimo Un ciudadano Imparcial o Un ciudadano que no gusta de partidos. En la capital francesa publicó a mediados de 1824, también con carácter anónimo, un libro fundamental en su tiempo y hoy incomprensiblemente olvidado: Ensayo imparcial sobre el gobierno del Rey D. Fernando VII.
Contrajo matrimonio con Josefa Coello de Portugal y Quesada (hermana de Francisco Coello de Portugal y Quesada y de Diego Coello de Portugal y Quesada) con la que tuvo a Josefa y a Miguel Oliván y Coello de Portugal. 

### Pensamiento Político-Jurídico

#### Primera etapa
Fue una de las grandes personalidades creadoras y encauzadoras del pensamiento político liberal español en la primera mitad del siglo XIX ya que fue defensor de una teoría política moderada y participó activamente en la complicada construcción de una base ideológica que resultara capaz de sustentar los primeros ensayos de monarquía doctrinaria. En efecto, la figura de Alejandro Oliván aparece indisolublemente unida al impresionante proceso de transformación de la España del Antiguo Régimen en una nación ideológicamente liberal, económicamente preindustrial y socialmente burguesa, fenómeno histórico circunscrito a los reinados de Fernando VII y de Isabel II.
Su evolución ideológica transcurre pues paralela a la del núcleo de los liberales moderados españoles dentro del cual aparece integrado. Consecuentemente, conviene sintetizar su pensamiento político en dos fases que, lejos de hablar de censuras, se complementan con naturalidad.
En su primera etapa aparece como un liberal convencido y ardiente luchador a favor de la causa antiabsolutista. En efecto, durante el reinado de Fernando VII, tras haber empuñado las armas en la Guerra de la Independencia frente al invasor francés, concentrará todos sus esfuerzos en intentar demostrar las excelencias que la instauración de un gobierno monárquico representativo y templado tendría para todos los españoles, haciendo hincapié en la inviabilidad del régimen absolutista fernandino. Todas estas ideas las condensará en varios artículos periodísticos que alcanzarán una considerable difusión y popularidad en su época, en donde se traslucen ya los dos ejes esenciales sobre los que van a girar sus principales postulados teóricos: la idea del orden como base legitimadora de todo su pensamiento y la doctrina del juste milieu, procedente de las fuentes francesas del doctrinarismo, como la vía más adecuada hacia la moderación y el reformismo en el difícil tránsito de la formación del nuevo Estado liberal español.
Dos serán los medios a los que propone recurrir Oliván en su afán por intentar evitar el fracaso del constitucionalismo: la implantación en España de un segundo cuerpo deliberante, el Senado, que diera estabilidad al sistema político evitando las interrupciones de unos poderes en los ámbitos de actuación de los restantes y la instauración con todas sus consecuencias en nuestro país del sufragio censitario, limitando con exclusividad su ejercicio a los propietarios con una cierta renta anual proporcionada.
Un año después, en 1824, fruto de la represión absolutista tras la invasión triunfante de los Cien Mil Hijos de San Luis, Oliván se encuentra exiliado en París, donde da a luz uno de los principales escritos histórico-políticos del reinado fernandino y que hoy inexplicablemente permanece sumido en el más inmerecido e inaceptables de los olvidos: El Ensayo imparcial sobre el gobierno del Rey D. Fernando VII. El principal objeto de esta importante obra estriba en intentar demostrar que existe una forma de limitación efectiva del poder de Fernando VII y de sus sucesores, sin que por ello se caiga en la anarquía y en la revolución, y su puesta en práctica puede llevarse a cabo con suma facilidad en España mediante el establecimiento de un gobierno representativo.
A continuación, una vez probado lo realmente imprescindible y urgente de su establecimiento, prosigue indicando expresamente el medio más idóneo y adecuado para ponerlo en práctica: la elaboración de un nuevo texto constitucional que asegurara en cualquier momento el cumplimiento de la palabra del monarca, evitando igualmente sus posibles abusos mediante la limitación efectiva del poder real.

#### Segunda etapa
La muerte de Fernando VII abre paso a la cuestión dinástica. La necesidad de la Reina Regente María Cristina de encontrar apoyos para su hija frente a los absolutistas partidarios del infante D. Carlos va a proporcionar al grupo de los liberales una oportunidad histórica de acceso al poder. De esta forma, dichos liberales se lanzan con urgencia a la elaboración de una teorización doctrinal que les sirva como un instrumento ideológico de cohesión y dominio de la nueva estructura político social que pretende crear.
Tras analizar las principales claves que van a configurar el pensamiento político de Oliván, como paradigma de un liberalismo de indudables tendencias moderadas, conviene dar un paso más y centrarnos ya en la materialización práctica de los postulados políticos, lo que va a realizar a través fundamentalmente de la construcción de una nueva Administración, poderosa e interventora, y de la elaboración de un nuevo Derecho Administrativo que le permita abordar, regular y, en suma, controlar, las nacientes relaciones surgidas de la nueva distribución de poderes, con el objetivo concreto de consolidar su cada vez más amplio dominio social.
Todo lo anterior confluye en el complejo proceso de génesis de nuestro Derecho Administrativo moderno: la impetuosa ascensión al poder de un nuevo grupo social y sus necesidades de legitimación y pervivencia que le llevan a la elaboración de un Derecho Administrativo novedoso, como novedosas pasan a ser las relaciones entre los distintos grupos del reformado espectro social, un Derecho concebido como una auténtica técnica de gobierno, como un verdadero instrumento de poder. Su obra De la Administración Pública con relación a España se va a convertir con derecho propio en la primera obra española de Ciencia de la Administración.
Así pues, cuando en 1843 se declara la mayoría de edad de Isabel II, la legitimidad política burguesa parece, cuando menos desde el punto de vista de la propia burguesía, algo irrefutable. Oliván ha contribuido, en la medida de sus posibilidades a la apasionante construcción del nuevo entramado liberal. A partir de esta fecha con el inicio de la Década Moderada, los presupuestos políticos van a ser distintos y las pretensiones sociales y económicas igualmente varían, pero el proceso de liquidación del Antiguo Régimen en España y su sustitución por un Estado liberal burgués parece por fin concluido.
Desde este preciso momento Oliván abandonará las elaboraciones teóricas jurídico-políticas, para centrarse en una labor eminentemente práctica, primero como diputado por Huesca y más tarde como senador. Además, llegó a ser Ministro de Marina.

### Otras aportaciones
Fruto de su ingreso en la principales Academias españolas y como consecuencia de su indudables espíritu ilustrado, el aragonés se inclinará hacia materias muy alejadas del campo de la política y del derecho, realizando provechosas incursiones en los campos de la gramática, de la agricultura, de la aritmética o de la filosofía, por las que obtendrá un reconocimiento unánime y sincero.
Concretamente destacó en sus estudios ilustrados sobre agricultura para implementar mejoras en los rendimientos de los trabajos agrícolas y explotaciones de caña de azúcar en Cuba. Fue académico de las Reales Academias de Ciencia Morales y Políticas, Real Academia Española y Bellas Artes de San Fernando, además de destacado miembro del Ateneo de Madrid, que presidió, y de la Sociedad Económica Matritense.

### Muerte
A los 82 años, Oliván contrajo una penosa enfermedad; aunque siempre había gozado de excelente salud, debido a su avanzada edad, la enfermedad fue minando su robusta naturaleza; no obstante, siguió trabajando. Ante su progresivo agravamiento, tuvo que ir limitando sus actividades. La inminencia del fin aconsejó que se le administraran los últimos Sacramentos.
Alejandro Oliván y Borruel muere en Madrid, en su casa de la calle Arco de Santa María, nº 45, 3º a la una y media de la noche del día 14 de octubre de 1878, a la edad de 82 años, 5 meses y 14 días.

## Obras
- Ensayo imparcial sobre el gobierno del Rey D. Fernando VII.
- De la administración pública con relación a España.
- Manual de Agricultura o Cartilla de Agricultura.
- Manual de Economía Política.
- Manual completo de Lectura.
- Aritmética.

| Predecesor: José Baldasamo | Ministro de Marina 15 de febrero de 1847–28 de marzo de 1847 | Sucesor: Juan de Dios Sotelo Machín |

| Predecesor: - | Académico de la Real Academia Española Sillón j 1847 – 1878 | Sucesor: Mariano Catalina Cobo |